# Rudolph (Ohio)
Rudolph – jednostka osadnicza w Stanach Zjednoczonych, w stanie Ohio, w hrabstwie Wood.